# I Love Paraisópolis
I Love Paraisópolis (estilizada como I ♥ Paraisópolis) es una telenovela brasileña producida y transmitida por TV Globo, se estrenó el 11 de mayo de 2015.
Escrita por Alcides Nogueira y Mário Teixeira, con la colaboración de Jackie Vellego, Paulo Lins, Tarcísio Lara Puiati y Vitor de Oliveira, dirigida por Marco Rodrigo, André Câmara, Oscar Francisco, Cadu França y Carla Bohler, con la dirección general de Wolf Maya y Carlos Araújo sobre núcleo de Wolf Maya. 
Protagonizada por Bruna Marquezine, Mauricio Destri, Tatá Werneck, Maria Casadevall y Caio Castro (también en rol antagónico) junto a Pathy Dejesus, Henri Castelli, Letícia Spiller y el primer ator Lima Duarte en los roles antagónicos. Con las actuaciones estelares de Alexandre Borges, Soraya Ravenle, Dalton Vigh y Fabíula Nascimento.

## Sinopsis
Marizete "Mari" (Bruna Marquezine) y Pandora "Danda" (Tatá Werneck) son hermanas de crianza , ellas viven en la comunidad Paraisópolis, ellas sueñan con una vida mejor. Eva (Soraya Ravenle) y Jurandir "Juju" (Alexandre Borges), los padres biológicos de Danda, adoptaron a Mari después de que su madre, un gran amiga de Eva, muriera durante el parto. Mari y Danda crecieron juntas y más allá de la relación como hermanas, han desarrollado una gran amistad.
Mari se dedica a estudios y trabajos con el sueño de poseer una casa para su madre adoptiva. Danda, tiene un sueño muy atractivo y orgulloso, tiene metas más modestas, sólo trabajar para mantener a su vanidad, pero muy dedicada a su hermana, quien es su mejor amiga.
A pocos metros de la comunidad, es el exclusivo barrio de Morumbi, separados solo por una calle donde se encuentra el arquitecto Benjamín (Mauricio Destri). Esto tiene un diseño particular, reurbanizar proyecto Paraisópolis duramente criticado por su madre (Soraya - Leticia Spiller) y su padrastro (Gabo - Henri Castelli). Soraya condena la convivencia del niño con residentes de la comunidad. La pareja tiene una participación mayoritaria en la construcción Pilartex y ve a la zona Paraisópolis como una oportunidad de negocio, con la especulación inmobiliaria. La trama toma un giro inesperado después de Benjamín, Novio de Margo (Maria Casadevall), se reúna con Mari y se enamora de ella.

## Elenco
| Actor/Actriz       | Personaje                                              |
| ------------------ | ------------------------------------------------------ |
| Bruna Marquezine   | Marizete da Silva Antunes (Mari)                       |
| Mauricio Destri    | Benjamin de Albuquerque Brenner                        |
| Tatá Werneck       | Pandora Balbino Uchoa (Danda)                          |
| Caio Castro        | Gregório Mourão (Grego)                                |
| Maria Casadevall   | Margot Alcántara Bidalek                               |
| Letícia Spiller    | Soraya Maria Marins de Albuquerque Brenner             |
| Henri Castelli     | Gabriel Brenner (Gabo)                                 |
| Soraya Ravenle     | Eva Balbino Uchoa (Vivinha)                            |
| Alexandre Borges   | Jurandir Graciano Balbino (Juju)                       |
| Nicette Bruno      | Izabel Maria Marins de Albuquerque Brenner (Izabelita) |
| Caroline Abras     | Ximena Rodríguez de Freitas                            |
| Fabíula Nascimento | Paula Evangelista da Conceição (Paulucha)              |
| Dalton Vigh        | Tomás Bezerra Antunes                                  |
| Danton Mello       | Cícero de Paula Pereira Sanches                        |
| Frank Menezes      | Evaristo Matheus Salsede Junior (Juneca)               |
| Carolina Oliveira  | Natasha Evangelista da Conceição                       |
| Lucy Ramos         | Patrícia Machado Barreto                               |
| Gil Coelho         | Lindomar Recanto de Queiroz                            |
| Giullia Buscacio   | Bruna Bezerra Antunes                                  |
| Ilana Kaplan       | Silvéria Mengarda Recanto de Queiroz                   |
| Luana Martau       | Mirela Recanto de Queiroz                              |
| André Loddi        | Raul Mendes da Costa (Paletó)                          |
| Dani Ornellas      | Deodora de Fátima Almeida/ Deodora Sarti               |
| José Rubens Chachá | Fradique Recanto de Queiroz                            |
| Françoise Forton   | Isolda Pires da Silva                                  |
| Ângela Vieira      | Clarice Bezerra                                        |
| Olívia Araújo      | Melodía Pernambucana Freire                            |
| José Dumont        | Expedito Rufino Bantim                                 |
| Mariana Xavier     | Claudete Rufino Bantim                                 |
| Paula Cohen        | Rosicler Pereira Sanches                               |
| Daniel Ribeiro     | Itamar Timbó                                           |
| Danilo Mesquita    | Máximo Evangelista da Conceição (Primo)                |
| Paula Barbosa      | Olga Dalcidi                                           |
| Eduardo Dussek     | Armandinho Prado                                       |
| Tuna Dwek          | Ramira Aparecida Rufino Bantim                         |
| Zezeh Barbosa      | Dália de Oliveira dos Santos                           |
| Gregoire Blanzat   | Lourenço de Albuquerque Brenner                        |
| Raffael Pietro     | Pedro de Albuquerque Brenner (Pedroca)                 |
| Giovanni Gallo     | Tadeu Rufino Bantim                                    |
| Alice Borges       | Albertina da Anunciação Taveira (Tinoca)               |
| Babu Santana       | José Polidoro (Javai)                                  |
| Carolina Pismel    | Janice Alcoforado Costolla                             |
| Maureen Miranda    | Ester Matilde Montes                                   |
| Maria Paula Lima   | Urbana Rosália de Castro                               |
| Thainá Duarte      | Lilica Almeida                                         |
| Cláudio Fontana    | Dilson Alcoforado Costolla                             |
| Leandro Daniel     | Felisberto Cruz (Sereno)                               |
| Márcio Rosário     | Bazunga                                                |
| Gustavo Piaskoski  | Joaquim Bezerra Antunes                                |
| Iuri Kruschewsky   | Claudinei                                              |
| Ricardo Blat       | Adônia Severiano Rodrigues (Sabão)                     |

### Participaciones
| Actor/Actriz     | Personaje   |
| ---------------- | ----------- |
| Lesliana Pereira | Tairine     |
| Lima Duarte      | Dom Peppino |
| Fredy Costa      | Robélio     |

## Emisión
| Transmisiones     | Transmisiones       | Transmisiones | Transmisiones      | Transmisiones          | Transmisiones   | Transmisiones |
| País              | Título              | Cadena(s)     | Primera Emisión    | Última Emisión         | Horario Semanal | Hora          |
| ----------------- | ------------------- | ------------- | ------------------ | ---------------------- | --------------- | ------------- |
| Bandera de Brasil | I Love Paraisópolis | TV Globo      | 11 de mayo de 2015 | 6 de noviembre de 2015 | Lunes a sábados | 19hrs         |